# Lenovo Phab
Lenovo Phab – linia tabletów wyposażonych w system operacyjny Android produkowana przez Lenovo. Jej rynkowa premiera miała miejsce we wrześniu 2015 r. - wtedy zadebiutowała pierwsza generacja urządzeń. Aktualnie w ofercie producenta znajdują się dwie generacje Lenovo Phab.

## 1 generacja

### Specyfikacja
Lenovo Phab oraz Phab Plus zaprezentowano równolegle we wrześniu 2015 r. Oba urządzenia wyposażono w system operacyjny Android Lollipop (Phab - 5.1, Phab Plus - 5.0) z możliwością aktualizacji do wersji 6.0.1. Marshmallow. Producent nie przewiduje aktualizacji Lenovo Phab 1 generacji do Androida 7.0 Nougat.
W stosunku do wersji podstawowej, Phab Plus wyróżnia się wyświetlaczem o rozdzielczości Full HD o minimalnie mniejszej przekątnej, zastosowaniem wydajniejszego, ośmiordzeniowego procesora oraz większą ilością pamięci. Oba urządzenia odtwarzają dźwięk w technologii Dolby Atmos.

### Dane techniczne (porównanie)
|                   | Lenovo Phab                             | Lenovo Phab Plus                             |
| System operacyjny | Android 5.1 Lollipop                    | Android 5.0 Lollipop                         |
| CPU               | 4 rdzenie, Snapdragon 410 1,2 GHz       | 8 rdzeni, Snapdragon 615 4x 1,5 i 4x 1.0 GHz |
| GPU               | Adreno 306                              | Adreno 405                                   |
| Pamięć RAM        | 1 GB                                    | 2 GB                                         |
| Pamięć ROM        | 16 GB                                   | 32 GB                                        |
| Bateria           | 4250 mAh                                | 3500 mAh                                     |
| Ekran             | 6,98 cala IPS LCD, 720x1280 HD, 210 ppi | 6,8 cala IPS LCD, 1080x1920 Full HD, 324 ppi |
| Aparat tył        | 13 Mpx Flash 2x LED                     | 13 Mpx Flash 2x LED                          |
| Aparat przód      | 5 Mpx                                   | 5 Mpx                                        |

## 2 generacja

### Specyfikacja
Podobnie jak przy poprzedniej generacji urządzeń, Lenovo zaprezentowało modele Phab 2 i Phab 2 Plus równolegle, w czerwcu 2016 r. Towarzyszyła im wówczas najbogatsza wersja w linii modelowej - Phab 2 Pro, która pojawiła się w sprzedaży w listopadzie 2016 r.
Wszystkie modele Lenovo Phab 2 wyposażono w system operacyjny Android 6.0 Marshmallow. Producent zapowiedział aktualizację do wersji 7.0 Nougat jedynie dla Phab 2 Pro.
Lenovo Phab 2 Plus różni się od podstawowej wersji urządzenia wydajniejszym, ośmiordzeniowym procesorem, wyświetlaczem Full HD oraz przednim aparatem fotograficznym o większej rozdzielczości. Posiada także czytnik linii papilarnych umieszczony z tyłu obudowy.
Najbogatszy model Phab 2 Pro dysponuje inteligentnym wyświetlaczem Quad HD z technologią Assertive Display, który optymalizuje jakość obrazu w zależności od oświetlenia i zawartości. Wyposażono go także w większą niż w Phab 2 i Phab 2 Plus ilość pamięci oraz funkcję szybkiego ładowania baterii.
Lenovo Phab 2 Pro jest pierwszym na świecie smartfonem wyposażonym w oprogramowanie Google Tango, pozwalające obsługiwać aplikacje i gry wykorzystujące rzeczywistość rozszerzoną.

### Dane techniczne (porównanie)
|                   | Lenovo Phab 2                          | Lenovo Phab 2 Plus                           | Lenovo Phab 2 Pro                                                  |
| System operacyjny | Android 6.0 Marshmallow                | Android 6.0 Marshmallow                      | Android 6.0 Marshmallow                                            |
| CPU               | 4 rdzenie, Mediatek MT8735, 1,3 GHz    | 8 rdzeni, Mediatek MT8783, 1,3 GHz           | 8 rdzeni, Snapdragon 652, 4x 1,8 i 4x 1,4 GHz                      |
| GPU               | Mali-T720MP2                           | Mali-T720MP3                                 | Adreno 510                                                         |
| Pamięć RAM        | 3 GB                                   | 3 GB                                         | 4 GB                                                               |
| Pamięć ROM        | 32 GB                                  | 32 GB                                        | 64 GB                                                              |
| Bateria           | 4050 mAh                               | 4050 mAh                                     | 4050 mAh, ładowanie Quick Charge                                   |
| Ekran             | 6,4 cala IPS LCD, 720x1280 HD, 229 ppi | 6,4 cala IPS LCD, 1080x1920 Full HD, 344 ppi | 6,4 cala IPS LCD, 1440x2560 Quad HD, 459 ppi                       |
| Aparat tył        | 13 Mpx LED Flash                       | 13 Mpx Dual LED Flash                        | 16 Mpx, RGB fast-focus, czujnik głębi, czujnik ruchu / „rybie oko” |
| Aparat przód      | 5 Mpx                                  | 8 Mpx                                        | 8 Mpx                                                              |